# Maria Petipa
Pour les articles homonymes, voir Petipa.
Maria Petipa, née Maria Sergueïevna Sourovchtchikova (en russe : Мария Сергеевна Суровщикова) à Novotcherkassk le 27 février 1836 et morte de la variole à Piatigorsk le 16 mars 1882, est une danseuse russe.
Entrée au Théâtre Bolchoï Kamenny en 1854 à Saint-Pétersbourg où se produisait le ballet impérial, elle épouse le premier danseur puis maître de ballet Marius Petipa et y crée la plupart des rôles principaux, jusqu'à leur séparation en 1869. Leur mariage officiel a duré jusqu'à sa mort, mais à cette époque, Marius avait une autre famille (les liaisons maritales étaient fréquentes à Moscou et Saint-Pétersbourg car les divorces officiels étaient très difficiles à obtenir).
Elle est la mère de Marie Petipa.